# Symphlebia tetrodonta
Symphlebia tetrodonta är en fjärilsart som beskrevs av Paul Dognin 1911. Symphlebia tetrodonta ingår i släktet Symphlebia och familjen björnspinnare. Inga underarter finns listade i Catalogue of Life.